# Frontera entre Grècia i Albània
La frontera entre Grècia i Albània és la frontera internacional entre Grècia, estat membre de la Unió Europea i integrat en l'espai Schengen i Albània. També és una de les fronteres externes de la Unió Europea.

## Traçat
La frontera s'estén del nord-oest de Grècia al sud d'Albània. Comença en l'oest sobre el Jònic al canal de Corfú, al trifini entre Albània, Grècia i Macedònia, contínua cap a l'est travessant la serralada de Grammos i continuant al nord-est fins al llac Prespa, on s'ajunta amb la frontera amb Macedònia en un punt conegut com a "Triethnes" (Tres nacions). Separa els comtats albanesos de Gjirokastër i Vlorë de les perifèries gregues de l'Epir i Macedònia Occidental i part del traçat segueix el recorregut del riu Vjosë.

## Història
La frontera actual data de la signatura dels tractats de Londres i Florència el 1913 després de les guerres balcàniques. En el tractat, es va acabar acordant el reconeixement del Principat d'Albània, que seria reconegut després d'un període d'independència tutelada sota un govern provisional. El Regne de Grècia va augmentar considerablement el seu territori, al punt que els regnes de Sèrbia, Bulgària i Romania no van quedar del tot conformes. Aquest augment territorial es va ratificar en el Tractat de Bucarest signat posteriorment al de Londres i previ al de Florència.
L'únic territori en disputa entre tots dos països va ser l'Epir Septentrional, que es va reconèixer com a part d'Albània, encara que Grècia hi tenia sentiments irredentes, igual que sobre l'Alta Macedònia, que va quedar en mans sèrbies. En 1914, Grècia va començar converses amb França i el Regne Unit perquè aquests aprovessin i recolzessin públicament la seva ocupació i posterior control sobre el Epiro del Nord, encara que inicialment es van posar a favor per assegurar el suport grec a la causa de la Triple Entesa, més tard el mateix any van retirar el suport en considerar-ho una quimera capaç de provocar un altre conflicte en els Balcans.
Durant la primera guerra mundial, la major part del Principat d'Albània va ser ocupada per les potències centrals. Va ser alliberada el 1918 per una campanya conjunta d'Itàlia, França i Grècia, sent les unitats italianes i les franceses les ocupades del front albanès, mentre que les gregues al costat d'altres italianes i franceses van avançar en el front serbi. En el període d'entreguerres la frontera albano-grega es va modificar per l'ocupació grega de l'Epir Septentrional, encara que finalment, el regne de Grècia va sucumbir a la pressió internacional i va abandonar l'ocupació del territori el 1923, tornant a les fronteres signades a Florència.
Tots dos estats van ser ocupats per les potències de l'Eix durant la Segona Guerra Mundial. En el cas albanès, va ser ocupat pel Regne d'Itàlia, convertint-ho en un estat satèl·lit, mentre que Grècia va ser ocupada per les forces del Tercer Reich, convertint-lo en un estat titella del règim nazi. Després de la caiguda del règim de Mussolini i el canvi de bàndol d'Itàlia en setembre de 1943, els alemanys estacionats als Balcans van avançar sobre Albània i van substituir les autoritats italianes per una autoritat militar alemanya que governés el país. A l'octubre de l'any següent el país seria alliberat durant l'avanç final contra l'Imperi alemany al front dels Balcans; mentre que en el cas grec, l'alliberament va ser directament en 1944, concretament el 12 d'octubre, dia en què els alemanys es retiren de Grècia, recuperant aquesta la seva independència, així com Albània en retirar-se també les tropes alemanyes del país.
Durant les Conferències de París de 1946 la frontera albanogrega es va respectar a causa que els dos països havien tornat al statu quo territorial que posseïen previ a la guerra. La frontera s'ha mantingut intacta des de llavors.

## Passos fronterers
Tots els passos estan expressats amb la localitat albanesa a l'esquerra i la grega a la dreta:
- Per Kakavijë - Ktismata (Pogoni) (Pas principal, conegut com a Pas de Kakavia)[4]
- Per Kapshticë o Bilisht (tots dos a Devoll) – Krystallopigi (Prespes) (Segon més important)
- Per Qafë Botë (Konispol) – Sagiada (Filiates)
- Per Tre Urat (Përmet) – Melissopetra (Konitsa)
- Per Sopik (Dropull) - Drymades (Filiates (Sols per a vianants. No és freqüent)
- Per Rips (Finiq) – Ampelonas (Filiates) (Sols per a vianants. No és freqüent)